# Croissant sportif de M'saken (handball)
 (avril 2025).
Motif : club qui existe bien, mais notoriété non démontrée
- Archive Wikiwix
- Bing
- Cairn
- DuckDuckGo
- E. Universalis
- Gallica
- Google
- G. Books
- G. News
- G. Scholar
- Persée
- Qwant
- (zh) Baidu
- (ru) Yandex
- (wd) trouver des œuvres sur Wikidata

| 1. | Préciser le motif de la pose du bandeau. | Précisez le motif de la pose du bandeau en utilisant la syntaxe suivante : {{admissibilité à vérifier\|date=juillet 2025\|motif=remplacez ce texte par le motif}}                                            |
| 2. | Informer les utilisateurs concernés.     | Pensez à avertir le créateur de l'article, par exemple, en insérant le code ci-dessous sur sa page de discussion : {{subst:avertissement admissibilité à vérifier\|Croissant sportif de M'saken (handball)}} |

Le Croissant sportif de M'saken est un club tunisien de handball qui a vu le jour le 21 juillet 1945.
Le club accède à la première division à l'issue de la saison 2023-2024.

## Écusson

Logo ancien.
Logo actuel.